# MiniDVD
Existen dos tipos de MiniDVD:

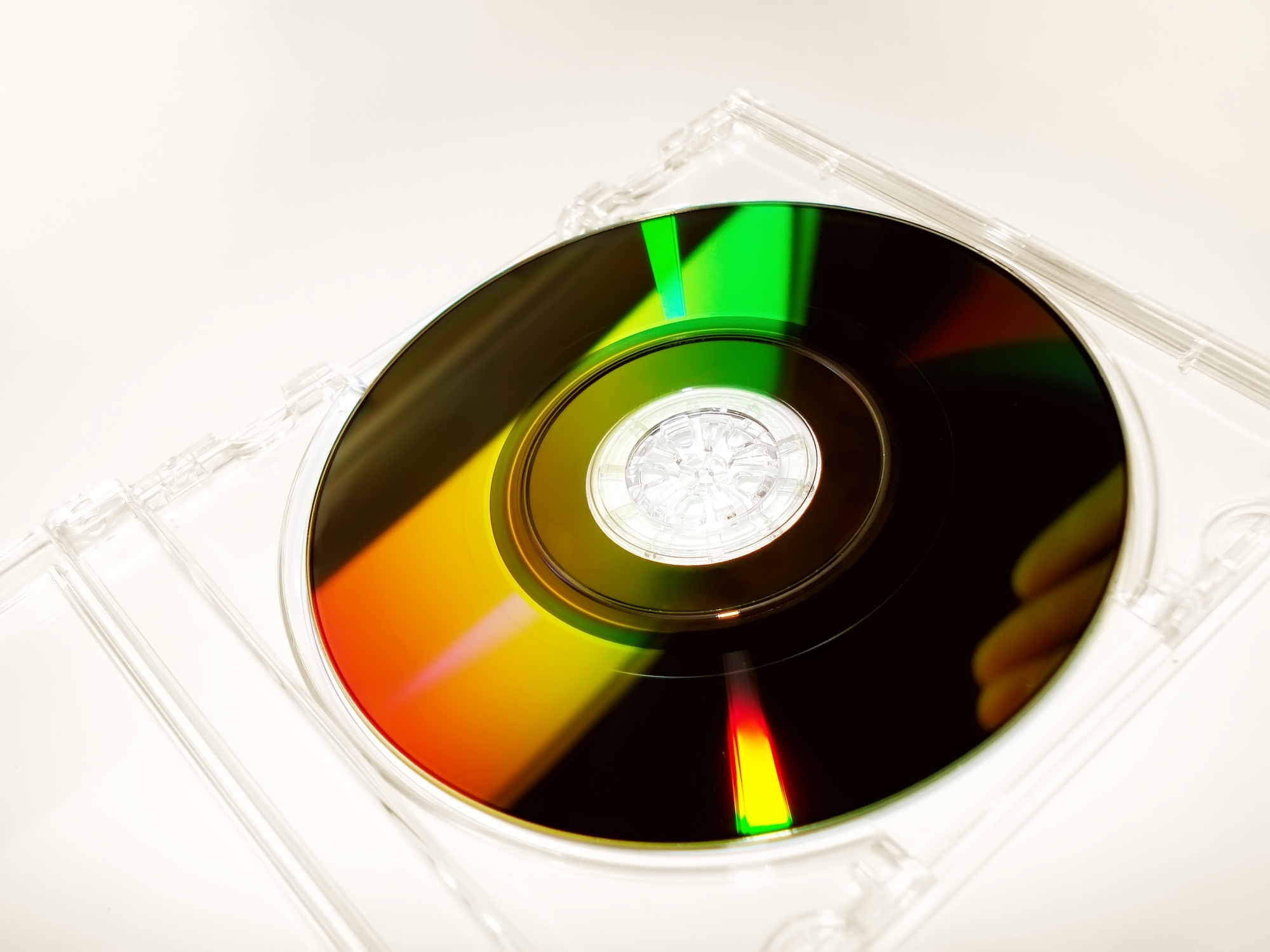
Fotografía de un MINI DVD-RW.

- mini-DVD, que son versiones de 80 mm de los DVD de 120 mm. Una versión modificada de este formato fue usada por Nintendo en la Nintendo GameCube (véase Nintendo optical disc).
- cDVD, que son CD escritos en formato DVD-Video.

## mini-DVD

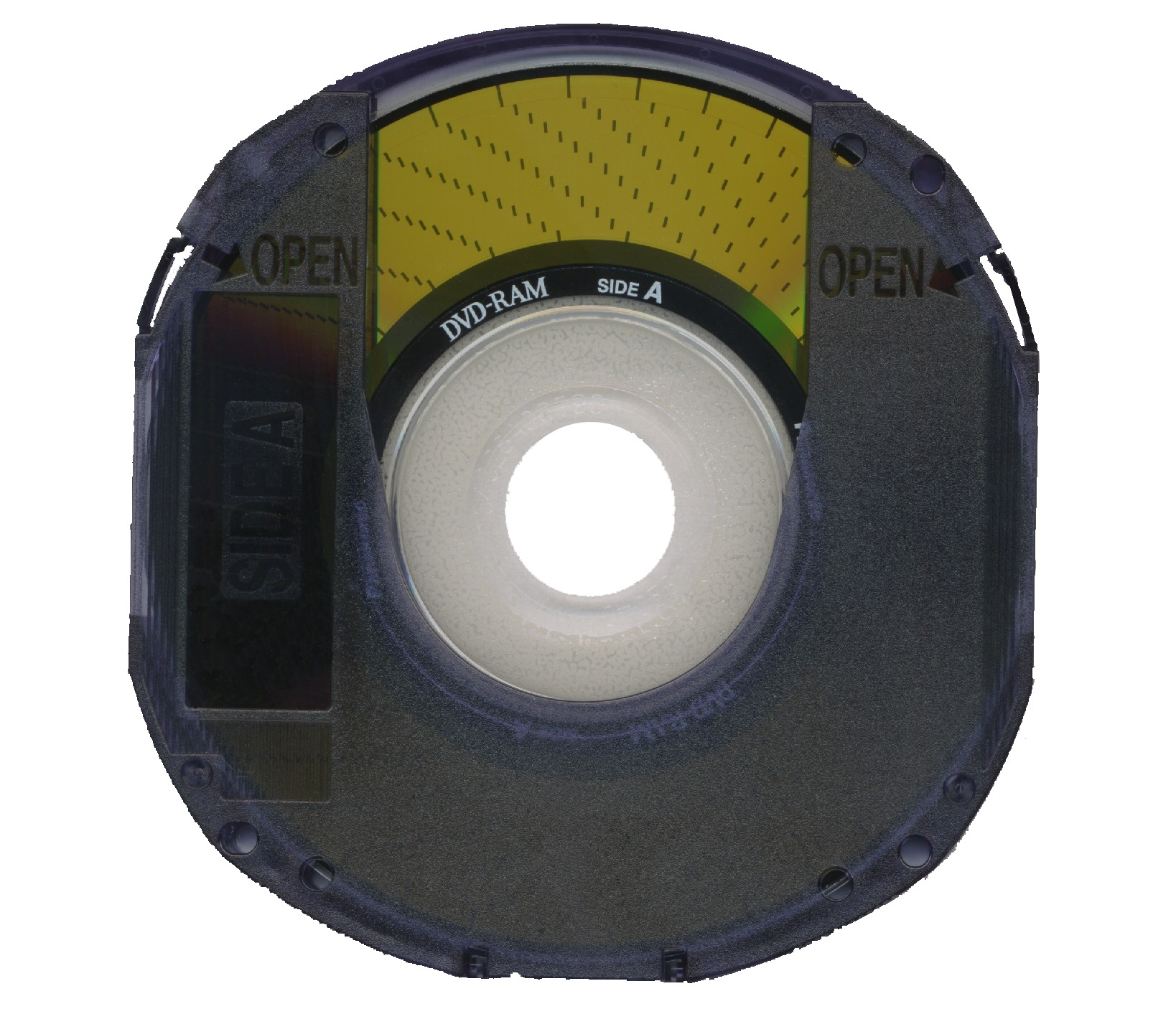
Fotografía de un MINI DVD-RAM.

El mini-DVD es un disco de 80 mm de diámetro. En grabación normal (calidad DVD estándar) admite 30 minutos de vídeo o 1,4 GB de datos (y los de 2 capas, hasta 2,92 GB). En modo SLP, comparable en calidad al VHS, puede grabar hasta 120 minutos de vídeo. Fue desarrollado para ser usado en cámaras de vídeo, como su versión de 120 mm, puede ser reproducida en la mayoría de reproductores de DVD.
El formato es conocido también como vídeo-single o DVD single, siendo análogo a los CD singles (mini-CD) como medio de distribución de vídeos musicales.
Los mini-DVD también se conocen como "DVD de 3 pulgadas", en referencia a su diámetro aproximado. 
Los mini-DVD-R/-RW también están disponibles y se venden para su uso en algunas cámaras de vídeo más recientes que graban directamente en los discos de DVD de 80 mm. Normalmente estas cámaras soportan más de un ajuste de calidad, con la calidad máxima ofreciendo 30 minutos de grabación por disco.
El mini-CD iba a ser usado en el Nintendo 64, pero se decidió continuar con los cartuchos. Aun así, Nintendo cambió a un formato de disco para su siguiente sistema, el Gamecube, que es una variante del DVD de 80 mm.

## cDVD
El cDVD es un CD que contiene datos en formato DVD, siendo la diferencia el soporte físico. Esto hace que los cDVD se puedan reproducir en un reproductor de DVD, pero no en un reproductor de video CD. No todos los reproductores de DVD son compatibles con este formato, debido a que -a diferencia de los ordenadores- no les es posible mantener la velocidad de rotación del disco necesaria para reproducir el vídeo (8x). Un cDVD puede guardar hasta 700 MB de información, lo que es aproximadamente 15 minutos de vídeo en formato DVD.